# Мовчанівське
Мовчанівське — селище в Україні, в Ружинській селищній громаді Бердичівського району Житомирської області. Населення становить 14 осіб.
Виникло у 1960-х роках як відділок Топорівського бурякорадгоспу. Взяте на облік із присвоєнням назви 27 червня 1969 року.

## Географія
На північній стороні від селища пролягає автошлях Р32.